# Монмут
Мо́нмут (англ. Monmouth, МФА /ˈmɒnməθ/, валл. Trefynwy) — місто у графстві Монмутшир, у церемоніальному графстві Ґвент, на Півдні Уельсу, Сполучене Королівство. Згідно з переписом 2001 року населення міста — 8 877 осіб. Місто виникло близько 55 року н. е. за часів римського панування як форт Блестіум та залізні копальні на місці впадіння річечки Вай в ріку Монноу. В Монмуті розташовані місцеві органи влади та парламент графства Монмутшир.

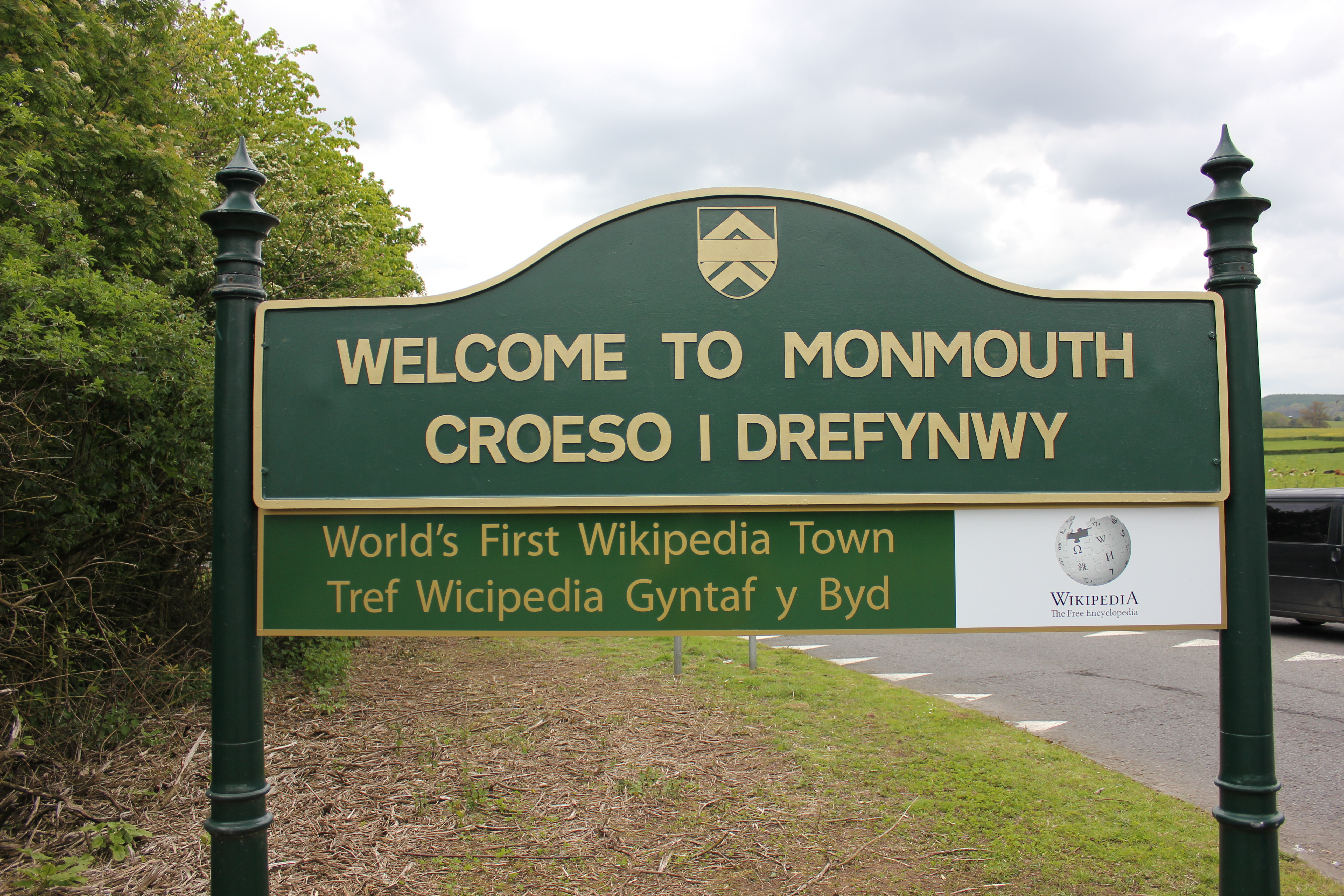
1-е вікіпедійне місто.

Фундацією Вікімедіа місто Монмут проголошено першим у світі наддетально описаним статтями у Вікіпедії. Згідно з проектом Монмутпедія [Архівовано 22 травня 2012 у Wayback Machine.] понад 1 000 будівель міста позначені QR-кодами, з автоматичними посиланнями на статті про них. Також в рамках проекту все місто було покрито безкоштовною з вільним доступом WiFi-мережею. 